# Diaspora libanaise en France
La diaspora libanaise inclut dans cet article les émigrés du Liban en France, ainsi que leurs descendants.
Selon l'INSEE, en 2008, il y avait en France métropolitaine 35 949 personnes nées au Liban ainsi que 10 500 enfants de moins de 18 ans nés en France et d’ascendance libanaise.

## Les migrations vers la France

### Histoire des migrations
Après des migrations sporadiques du Moyen-Orient vers la France depuis le XVIIe siècle, la croissance réelle de la population libanaise en France a commencé en 1975, avec le début de la guerre civile au Liban qui a poussé des milliers de personnes à l'exil. L'exode s'est  aggravé en 1982 avec l'invasion israélienne.

### Origine des libanais
La plupart des libanais en France sont d'origine chrétiennes maronites et musulman chiites.

## Implantation des Libanais en France
Selon l'INSEE, en 2008, il y avait en France métropolitaine 35 949 personnes nées au Liban ainsi que 10 500 enfants de moins de 18 ans nés en France ayant au moins un parent né au Liban. Ils habitent en grande majorité dans des grandes villes (Paris, Marseille, Lyon, Strasbourg, Nice, etc.). Néanmoins, des villes comme Boulogne-Billancourt comportent une forte population libanaise.
De nombreuses associations de personnes d'origines libanaises existent en France, notamment la Diaspora Libanaise Overseas, créée par Naoum Abi-Rached, se concentrant principalement sur les libanais d'Ile de France.

## Personnalités d'origine libanaise
Jean-Marc Aractingi , diplomate

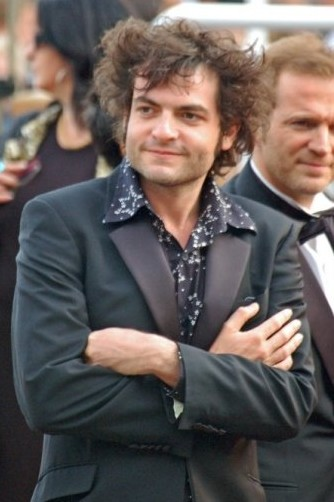
Matthieu Chedid.

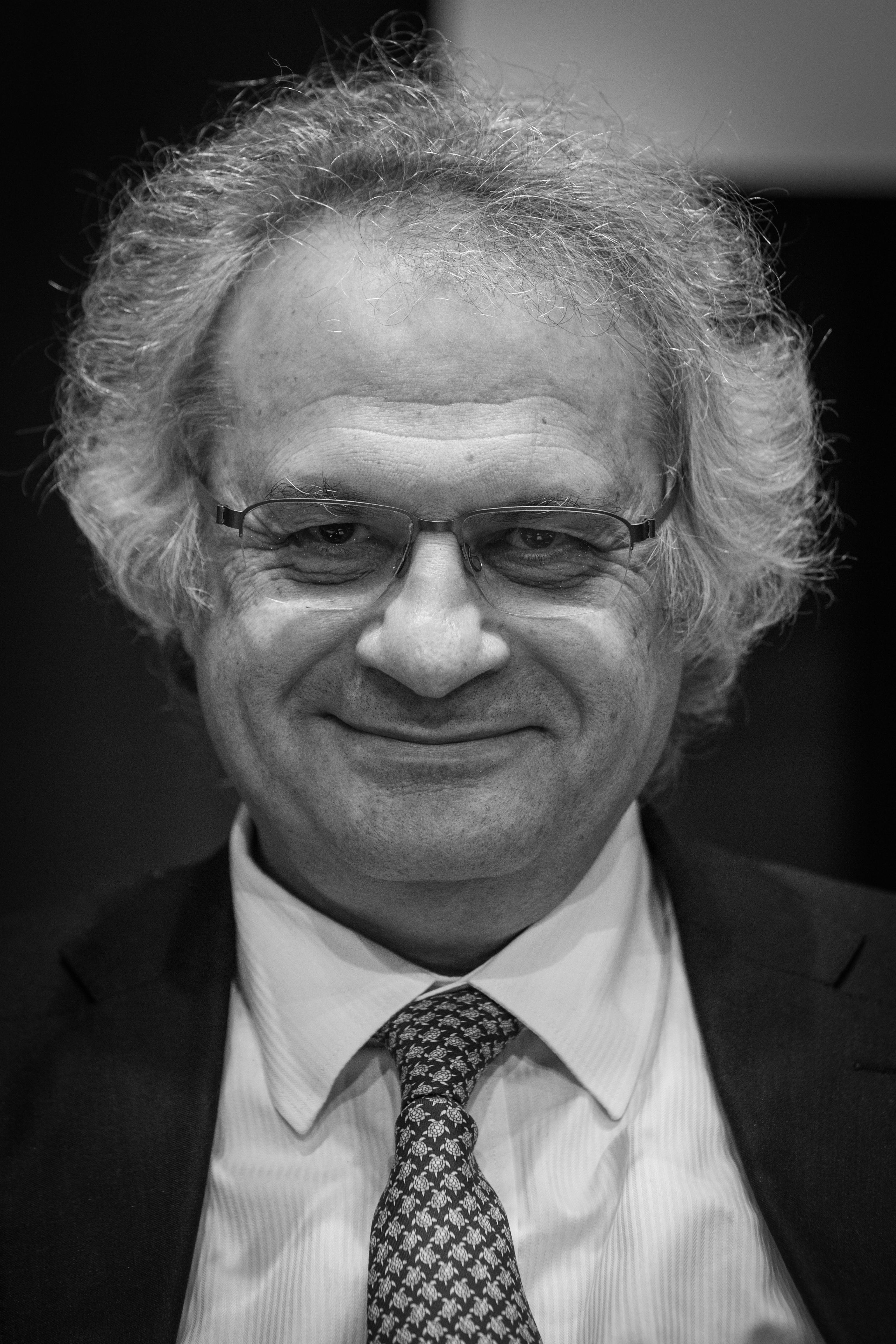
Amin Maalouf.

- Robert Abirached, homme de théâtre et essayiste français
- Serge Hanna, organisateur de soirées huppées
- Khattar Abou Diab, politologue
- Élie Aboud, médecin et homme politique français (LR)
- Philippe Aractingi, réalisateur français
- Rani Assaf, président du Nîmes Olympique
- Serge Ayoub, militant nationaliste français
- Bob Azzam, chanteur français
- Abdel Rahman El Bacha, pianiste et compositeur franco-libanais
- Guy Béart, auteur, compositeur et interprète français
- Éric Besson, homme politique français (LR), dont la mère est originaire du Liban
- Andrée Chedid, poète et romancier français
- Louis Chedid, chanteur-compositeur français, fils d'Andrée Chedid et père de Matthieu Chedid
- Matthieu Chedid, chanteur de rock-compositeur-interprète et guitariste
- Péri Cochin, animatrice française de télévision d'origine irako-libanaise
- Edika (Édouard Karali), auteur de bandes dessinées humoristiques français
- Fady Fadel, universitaire, directeur international du Groupe IGS
- Carlos Ghosn, homme d'affaires né au Brésil d'origine française et libanaise
- Michel Habib-Deloncle, un avocat et politique français du courant gaulliste
- Hubert Haddad, un écrivain de langue française, poète, romancier, historien d’art et essayiste français d'origine tunisienne-libanaise
- Ali Hallab, boxeur français
- Michel Hassan, un réalisateur et aussi scénariste français
- Henri Jibrayel, homme politique français (PS)
- Vénus Khoury-Ghata, romancière et poétesse française
- Imad Lahoud, homme d'affaires et informaticien français
- Marwan Lahoud, ingénieur français
- Amin Maalouf, romancier et essayiste franco-libanais, membre de l'Académie française
- Ibrahim Maalouf, musicien et compositeur franco-libanais
- Mika (Michael Holbrook Penniman, Junior), chanteur-auteur-compositeur de pop britannico-libanais
- Abdallah Naaman, écrivain
- Alexandre Najjar, écrivain et journaliste d'expression française
- Jacques Saadé, homme d'affaires français
- Iskandar Safa, homme d’affaires français
- Ghassan Salamé, politologue, directeur d’études à l’Institut d'études politiques de Paris
- Léa Salamé, journaliste
- Rafi Haladjian, entrepreneur
- Georges Schehadé, poète et auteur dramatique français
- Antoine Sfeir, politologue et journaliste franco-libanais
- Grégoire Solotareff, auteur et illustrateur français
- Gabriel Yared, compositeur et musicien français
- Oussama Ammar, entrepreneur

## Histoire d'un émigré duXIXesiècle
En 1873, Joseph Rochaïd [ou Rachid] Dahadah, riche Libanais en exil arriva à Dinard ; "il marqua par ses projets d'intérêt général l'urbanisation du centre-ville de Dinard. Il acquit de nombreux terrains dans la Vallée dont il assainit le versant oriental. Il construisit de nouvelles voies vers le centre, dont la rue de Verdun et la rue du Clos-de-la-Fontaine, qui mènent à la place qui a pris aujourd'hui son nom : la place Rochaïd. Il y fit construire des halles en 1876 pour les marchés des poissons, viandes et légumes. Il fut le fermier du bac sur la Rance jusqu'en 1884. Il construisit plusieurs villas. Il fut à l'origine de plusieurs projets audacieux tels que l'ouverture de la ligne de chemin de fer Dinan-Dinard inaugurée en 1887 et la trouée de la Porte d'Emeraude qui sera réalisée plus tard par ses fils".
Pour un travail d'ensemble sur l'histoire des Levantins de France (Liban, Syrie, Palestine, Egypte, Irak), voir Abdallah Naaman, Les Orientaux de France .1er-XXIe siècle, Ellipses, Paris, 2003. Deuxième édition actualisée et augmentée, 2019.